# Каракачани
Каракачаните (остар. черновлънци,на гръцки: σαρακατσάνοι, саракацани) са гръцка общност, живееща основно в планините Пинд в Гърция и източна Стара планина в България.
В миналото са били номади, препитаващи се с отглеждането на овце, добив и продажба на мляко, месо и вълна. По-голямата част от каракачаните имат гръцко национално съзнание. Отличават се със свой бит и култура, която няма аналог. Говорят каракачанския диалект на гръцкия и са източноправославни християни.

## Етимология на етнонима и самоназвание
Съществуват различни версии за етимологията на името. Едната е, че произлиза от турската дума karakaçan или kırkaçan, означаваща този, който напуска към необработените земи или този, който напуска гората, друга, от двете турски думи „кара“ – черен, и „качан“ – беглец, трета, от арумънската дума sarac-tsani, означаваща 'бедняк'. Езикът им произхожда от елинския койне (популярната форма на гръцкия, която възниква в посткласическата античност), или те са просто елинизирани траки. Техните носии, песни, традиции и фолклор съвпадат с тези на гръцкия народ и са станали част от гръцкото културно наследство.
Самоназванието на каракачаните е „влахи“ (ед.ч. βλάχος ['vlaxus] – влах, мн.ч. βλαχοι ['vlax’]). Според някои твърдения то не трябва да се бърка с етнонима „власи“, защото в Средновековието и до по-ново време планинските номади и скотовъдци най-често са означавани като „влахи“, независимо от произхода и родния им език, но за тези твърдения няма неопровержими доказателства.

## История на каракачаните
Речникът на българския език на БАН дава следното определение за понятието „каракачанин“: 
| „                                | Мъж от малобройно население на Балканския полуостров, говорещо старинен северногръцки диалект и обитаващо през лятото високопланинските пасища в планините Пинд, Шар, Пирин, Рила, Родопите, Стара планина и Средна гора, а зиме – полетата на Тракия и крайморските райони на полуострова. | “ |
| Речник на българския език на БАН | |   |

### Произход на каракачаните
Каракачаните са населявали Балканите от хилядолетия. В една от най-разпространените и актуални научни теории се развива тезата, че първоначално те са живели в областта Пинд на Средна Гърция и по-точно – в планинския масив Аграфа, в региона на гр. Янина. По време на османската власт каракачаните оказват съпротива на поробителите, поради което Али паша (от Янина) ги подлага на масово клане. Тази е причината в началото на 19 век те да напуснат земите си и да преминат към полуномадски начин на живот. Каракачаните се срещат от Пелопонес през Тесалия (Средна Гърция) и Северна Гърция до България, днешна Северна Македония, Албания, Одринска Тракия, земите на Мала Азия.
За историята на „черните бегълци“ има и друга версия. Те били последните защитници на Константинопол, които са го напуснали през 1453 година и той паднал под османска власт. Тогава старейшините на каракачаните решават да се изразява дълбока скръб с носенето на черни дрехи. Черният цвят се пренесъл и върху стадата, от които били изклани всички бели овце.
Най-твърдо наложилата се теория около каракачаните и тяхното появяване в земите на днешна България е, че според исторически летописи, още около 16 век от подножието на планината Епир и Пинд, на север към България започва глобално придвижване на пастири с големи стада, определяни като „каракачани“. От ранна пролет до късна есен те обикаляли със своите овце планинските пасища на България. С настъпването на зимните студове отново се завръщали в Южна Тракия. Постепенно започнали да се установяват в българските земи и да стават част от местното население.
Според антрополога Георгис Кавадиас каракачаните са местен номадски народ, датиращ от неолита и следователно от пределинистични времена.

#### Влашки произход
За влашкия произход на каракачаните говори Симеон Табаков. В том първи на своя тритомен труд „Опит за история на град Сливен“ той посочва следното:
| „ | Каракачаните са едно и също с познатия под разни имена народ румъни (власи, молдовани, куцовласи, арумъни, цинцари и т.н.). Фактът, че всички тия познати под общо име власи са романизирани или по-скоро недороманизирани туземци от Балканския полуостров, личи най-вече в Гърция, Македония и България. Каракачаните не случайно се наричат на места в България арнаути, защото под романизаторското давление на римляните попаднаха и илирските албанци. Лятно време по сливенските планини се намира неоседло население, наречено власи, а по сливенски – каракачани. Те носят разни имена според черните им гуни, колчани и т.н.; названието гуна, гунка в Сливен е доста разпространено като дебела, вълнена материя. | “ |

Тази теза влиза в противоречие с трако-елинската, според която романизираните траки са власите, а елинизираните – каракачаните, т.е. поставя ясно разделение, докато при влашката теория власите са романизирано местно население, което впоследствие преминава и през елинизация, за да се появят каракачаните. Елинизацията е видима при езика и характерното източно православие.

#### Трако-елински произход
Много от българските учени ги приемат за потомци на най-старото население на Балканския полуостров – траките, и поради своята изолация високо в планините, не били славянизирани, но впоследствие били елинизирани. Поддръжници на тази теза са Ж. Чанков, Г. Хлебаров, Д. Константинов, Перикли Чилев, В. Маринов. Според други съвременни български и чужди учени, теорията за трако-елинския произход е била създадена по комунистическото време в България, с цел привидно да се докаже общият тракийски корен на всички населяващи територията на българската държава.
| „ | Само в Родопите се запазили траки; някои – елинизирани, а други – руманизирани. Гръцки говорещите потомци на траките са каракачани, а румънски говорещите – власи. Тези хора преживели славянските и по-сетнешните турски нашествия. Каракачаните останали в Родопите, а голяма част от власите постепенно мигрирали на север от Дунав... | “ |

| „ | Има сведения, че през VI в. тракийският език все още се говорел главно в Южна България по-специално в Родопската област. Най-дълго своята етническа самобитност запазило тракийското племе беси. През VII в. обаче тракийският език изчезнал окончателно и местното балканско население в голямата си част загубило своето етническо самосъзнание. Последното известие за траките се съдържа в хрониката на Теофан и се датира от 710 г. Само една малка част от оцелялото балканско население успяло да запази своята самобитност и то главно в непристъпните планински краища, които били засегнати сравнително по-слабо от варварските нашествия. Потомци на руманизираните траки са власите, които се споменават за пръв път през Х в. като жителите на планинските краища в Македония и Тесалия. А за наследници на елинизираните траки се считат днешните каракачани... | “ |

| „ | Последици от славянското заселване в балканските владения на Византия. Масовото заселване на славяните на Балканския полуостров предизвикало демографски промени. Местното население намаляло и само една малка част от оцелялото балканско население успяло да запази самобитността си и то в недостъпните планински райони. Впоследствие местното население се обособило в две групи: потомците на руманизираните траки – власите и наследниците на елинизираните – каракачани. Последното споменаване на траките е в хрониката на византийския хронист Теофан Изповедник от 710 г. | “ |

### История на каракачаните в българските земи
В Османската империя каракачаните са били относително независим етнос и са преживявали от търговия с месо (агнешко и овнешко) и вълна. Те обикновено са прекарвали летните месеци в Родопите, в днешна България, и са се връщали на юг в днешна Гърция за зимата. Миграцията започвала по Гергьовден, а обратната миграция – на Димитровден. Както каракачаните, така и българският хайдутин Христо Н. Македонски не споделят симпатии към османските турци. Ето какво споменава той за каракачаните в своите записки:
| „      | Това влизаше в нашата цел и трябваше да го направим, за да прокудим турците от горите и планините, да останат последните достояние само на българските юнаци. Каракачаните и други овчари ни дадоха нужните сведения за разбойническата шайка на Асан Пехливан, която е вършила пакости, обири и даже убийства... Намерихме едни добри каракачани, каквито обикновено са се оказвали винаги почти те към българските чети и хайдути, приеха ни да ни нахранят, а ние да ги придружаваме. Каракачаните не се оплакваха от българите, защото те им искаха само хляб, мляко и сирене, когато турците освен това и ги обираха, па завличаха и добитъка им... | “ |
| [ 10 ] | |   |

През 1936 година са издадени и първите им документи за самоличност, като фамилиите им са отнети и наречени на бащите и дядовците, а характерните гръцки окончания на собствените им гръцки имена са заменени с български (например: Костас става Коста, Христос става Христо, Димитрис става Димитър и т.н.). След 1947 година, на определена група каракачани не е било разрешено да напускат България и да влизат в Гърция.
Новодошлият социализъм в България слага край на номадския живот на каракачаните. През 1954 г. Министерският съвет на НРБ ги задължава да се установят на постоянно местожителство. Голяма част от тях не се подчиняват. За да ги принуди да го направят, през 1958 година социалистическото управление национализира стадата им (приблизително 188 530 овце ), като част от общата политика за премахване на частната собственост. Принудени вече, в безизходица, те се заселват в градовете Сливен, Карнобат, Казанлък, Сопот, Карлово, Копривщица, Самоков, Дупница, Враца, Монтана, Котел, Твърдица, Берковица, Пловдив, Вършец, Шипка, селата Самуилово, Боров дол, Голямо Чочовени, като квартал Речица (на Сливен) има собствено дружество, макар и да се числи към Сливен. По повод национализирането на стадата, каракачанин споделя следното:
| „ | Попитай ме как стана. С насочени пушки в гърдите. Жените притискаха отвътре вратата, милиционерите бутаха отвън. Накрая събаряха портата с приклада и вземаха всичко. Хората не можеха да си представят живота без овцете. Те бяха единственият им начин за преживяване, движимото им и недвижимо имущество. Хилядолетен поминък, упражняван от десетки поколения. Всичко. Нямаха маси, легла, столове. Нито покрив над главите си... | “ |

На 27 октомври 1990 група от около двайсетина ентусиасти решават да регистрират дружество, което да обединява каракачаните в България, и така се слагат основите на ФКПДК (Федерация на културно-просветните дружества на каракачаните в България). В състава на ФКПДК влизат над 20 КПДК (културно-просветни дружества на каракачаните). Тези дружества имат изградени танцови състави, изпълняващи автентични песни и хора, като всичко се поставя според основните цели и задачи на федерацията. Те са основно запазване на самобитната култура, езика, религията. По данни на ФКПДК в България живеят и членуват над 23 000 каракачани (най-голямата общност от тях е в област Сливен), в сравнение с броя им от 1905 г., който е 6128 и от 1992 г., който е 5144.

След демократичните промени каракачаните в България, подкрепяни официално от Гърция, проявяват все по-голям интерес към своята самобитност и вече има създадени дружества на каракачаните в България. Всяко лято в местността Карандила край Сливен се провежда каракачански събор, с участие на каракачани от България, Гърция и Северна Македония.
В проведеното през 2011 г. преброяване на населението на България броят на хората, самоопределили се като каракачани, е 2511, 1479 от които посочват гръцкия като свой майчин език, 465 българския, 549 друг, а само 17 не са го самоопределили.

## Бит и култура
Каракачанският фолклор включва песни, танци, поезия и незначителна част дървени декоративни скулптури, също така сложни и богати бродерии, такива каквито украсяват традиционните носии. Главните мотиви, използвани при скулптурите и бродериите, са геометричните фигури и човешките и растителни орнаменти. Каракачаните се характеризират и с използването на народна медицина, което се изразява в употребата на билки, мед, овча кръв или комбинация от тях.

### Религия и фолклорни вярвания
Каракачаните са източноправославни християни и най-често са свързвани в миналото с Гръцката православна църква. В съвременна България каракачаните са част от Българската православна църква. Въпреки че тяхното участие в институционалните форми на църквата не е официално и особено забележимо, те дълбоко вярват в Бог Отец, Христос и Дева Мария. Бог се явява като всеобщ баща, защитник, съдия и правораздаващ за злите човешки деяния.
Фолклорните вярвания, например в „лоши очи“ или уроки и в комплексност с панелинистичните духове, са преплетени в християнските вярвания. Във всяко жилище се е намира поне по една икона, на която се отдава особено значение. Семейството се смята за отражение на отношенията между Бог Отец, Дева Мария и Христос. Бащата, като глава на семейството, е отговорен за духовния живот на семейството. Каракачаните нямат официално определен религиозен практикуващ и всяко домакинство установява автономно религиозно общество. Вярва се в резултатността от магията (например в леенето на куршум и предпазването от уроки чрез носене на талисман – най-вече синьо оченце).
Християнските празници, на които се отдава голямо значение, са Гергьовден и Димитровден, които също така предшестват и сезонната миграция през пролетта и ранната зима, съответно. За Гергьовден се коли агне, в чест на светците. Великден е най-важният ритуален период в каракачанския религиозен живот.

### Каракачанска сватба
Каракачанската традиционна сватба, разгледана по форма и детайли, представлява традиция, чиито отделни етапи са запазили традиционната си сила и въздействие до наши дни.
Бащата на момчето със свои близки отиват да искат ръката на момата от нейните родители. След съгласието и уговорката, те определят датата на тяхната бъдеща сватба.
В сватбения ден, рано сутринта, булката облечена в булчинската носия, я закриват зад една черга. Същевременно се омесва сватбена пита, като пеят песни и играят хора, докато пристигнат младоженецът и сватбарите. Пристигането на младоженеца става в съботна вечер. Той и неговите хора прекарват нощта в дома на момичето, като се веселят и пеят.
В неделя, преди да го заведат при булката, при нея минават нейните родители, братя и сестри, за да се простят. Дават ѝ пари, а тя им отвръща с приготвени дарове. След това водят младоженеца при булката. Там те му разкриват нейното лице. Тогава заедно отиват в църквата, за да се венчаят, а свидетели на тяхното бракосъчетание са всички сватбари.
След венчавката водят булката в дома на младоженеца и там продължава същинската сватба. Започват да се вият дълги хора и да се пеят песни. Всички се наслаждават на богатата трапеза. Хорото се води от момче, което носи собственоръчно изработен байряк, богато украсен със златисти и сребристи дантели. Различни шевици украсяват краищата му. В средата му се зашиват стари монети и хлопка. Дръжката е дървена, а в горния край образува кръст, на чиито върхове се поставя по една червена ябълка, украсена със златиста дантела.
Бащата на младоженеца носи бъклица, в която има червено вино. С нея той посреща своята бъдеща снаха и нейните близки. Ако младоженецът има брат, на него се дава красиво ушита торба, украсена със същите дантели и шевици, като на байряка. В нея се носи една от сватбените погачи.
Характерно за каракачаните е булката отново да се забули, след като вече е пристигнала в дома на нейния съпруг. Сватбарите остават и прекарват нощта в къщата на момчето. А в понеделник рано сутринта разопаковат чеиза на булката, приготвен от нейната майка и тя дарява с дарове семейството на момъка.
Момичето няма байряк.

### Традиционно облекло и жилище
Традиционното облекло на каракачаните се характеризира със самобитност и изразител на материалната им култура, въпреки че е „отворено“ и е заимствало и от други национални облекла. Традиционни материали за ушиването им са вълната и памукът; преобладава черният цвят, поради което най-вероятно носят името каракачани (вж. Етимология на етнонима).
Каракачанската женска носия бива зимна и лятна, като последната е без ръкавите. Облеклото е слоесто – най-отвътре се слага дългата по цялото тяло, бяла памучна риза. Тя има ръкави три четвърти, които са окантени с нашити бродерии. В долния ѝ край, близо до глезените е обшита с много дантели, най-често черни. Нарича се пока̀мисо или ка̀мсо. Върху ръкавите на ризата се слагат други вълнени отрязани ръкави.
Полата се нарича фу̀ста – в горната част представлява елече, зашито за останалата част, т.е. е вид сукман. Този елек в горната част на роклята има копчета, с които се закопчава. Прави се от вълнено сукно и е силно нагъната на плисета. По-къса е от ризата. Цветът е предимно черен, а в долната част са зашити много дантели.
На кръста, върху роклята се слага пояс, наричан ζωνάρ′, нашит с бродерии и различни по цвят копчета. Той също се изработва от вълнено сукно. Над роклята се показва част от престилката, която също е направена от вълна и е нашита с различни дантели, като има елипсовидна форма. Върху пояса се слагат пафти, които се наричат γκουμπέ. Кърпата се закача в горната част на роклята, прави се от памук, нашива се с жълтици и дантели и се нарича μαντήλ′.
На главата се слага черна забрадка, която е обшита с изкуствени цветя и се нарича μπόνα. Изработва се от вълна и гайтани, а преобладаващият цвят е черно-бял. Чорапите са вълнени, за да предпазват от студа. В миналото дрехите са се изработвали на ръка. Шиенето е било ръчно, тъкането е ставало на домашен стан. Една женска носия тежи средно около 20 – 30 кг.
Както женската, така и мъжката носия е слоеста. Най-отвътре се слага вълнен потник, наречен κατασάρκι, над него се облича памучна риза наречена ποκαμισο или καμσο, а над нея и вълнено елече, което се казва σουκόρφ′. Над елечето се облича друга вълнена дреха, наречена κουζούκα, отсъстваща през летния сезон. Потурите са черни и за да се задържат на тялото, са били стягани с връв, наречена βρακόσκνο. Освен това кръстът се увива и със ζωνάρ′. Над потурите се облича бяла памучна поличка (като шотландските, само че е нагъната на плесета) и се казва φουστανέλα. Чорапите се казват πατούνις и най-често са направени от черна и бяла вълна.

#### Фламбура (каракачанското знаме)
На каракачански диалект – η φλαμπουρας. За основа на фламбурата най-често се взема голямо червено парче памучен плат, което се бродира с дантели и се обшива със специфичните пискюли, (гръцки език/каракачански диалект – ед.ч. φούντα, мн.ч. φούντες). Дървената пръчка, на която се закача фламбурата, се отсича от роза (гръцки – (το) τριαντάφυλλο, каракачански диалект (η) τριανταφυλλία), и в горната ѝ част се поставя напречно по-къса пръчка, та така да се образува християнски кръст, като в трите горни края на кръста се забива по една ябълка, която се обвива с плат. На фламбурата се поставят и звънчета наречени χαρχαγγέλια. Фламбурата е не само знамето на каракачанските сватби, то е и символ на здравето и любовта, на плодородието и християнството.

#### Калива
Това са временни постройки, служещи за жилища и строени от каракачаните номади. Наричат се „каливи“ (на гръцки: καλυβι, καλυβα). Древногръцките летописци употребяват няколко имена за тези жилища: καλυβη, καλυβιον, σκηνη, κλισια, κλισιον.
Конструкцията им е уникална, архаична и води началото си от праисторически времена. Каливата се състои от две части. Строежът ѝ започва със забиването на здрав прът в центъра и опъването на въже, което очертава като пергел окръжност. Всички разстояния се мерят със стъпки. Най-големият диаметър е 11 стъпки. Така се прави зимна кръгла калива с конусовиден покрив, за да се свлича снегът лесно. Покритието е от букова шума, ръжени стъбла или кори от бор, наредени като керемиди. Лятната калива е продълговата и по-голяма. Никакъв друг материал не се ползва при направата ѝ – нито желязо, нито връв.
Вътре в каливата, подът се постила с вълнени черги, нареждат се дървени рафтове, където се поставят съдове за хранене (каракачански диалект – λέγγεροκρέβατο) и дрехите и завивките, които са ползвали. Задължително е във всяка калива да има поне по една икона с кандило, което на християнските празници и всяка неделя да се пали.

### Наименование на дните от седмицата и месеците
| Български език | Гръцки език | Каракачански диалект |
| -------------- | ----------- | -------------------- |
| Понеделник     | Δευτέρα     | Δευτέρα              |
| Вторник        | Τρίτη       | Τρίτ'                |
| Сряда          | Τετάρτη     | Τετράδ'              |
| Четвъртък      | Πέμπτη      | Πέφτ'                |
| Петък          | Παρασκευή   | Παρασκιβή            |
| Събота         | Σάββατο     | Σαββάτο              |
| Неделя         | Κυριακή     | Κυριακή              |

## Съвременни празници

### Каракачански събор на Карандила
Каракачанският събор по традиция се провежда край Сливен, в местността Карандила, в първата събота и неделя на юли. Съборът се организира от ФКПДК. На това събиране всяка година се представят обичаите, бита и културното наследство на каракачаните.
Събират се много хора от този етнос, дошли от България, Гърция и други балкански страни. Много от гостите, идващи от Гърция, са потомци на жители от село Голямо Чочовени, които са изселени през 1925 г. и се заселват в село Неа Санда, близо до град Орестиада в Северна Гърция.

### Участие във фолклорни фестивали
Детският танцов състав при Културно–просветното дружество на каракачаните в с. Самуилово, община Сливен участва в Националния фолклорен фестивал на етносите в Несебър в периода 22 – 24 септември 2006 г.
Същата година на 7 – 8 октомври във Варна фолклорният състав при КПДК в сливенския квартал „Речица“ гостува с танцовия си състав.

## Каракачански организации
Основна каракачанска организация в България (в Гърция има еквивалент на тази в България, като двете поддържат контакти и обменят информация помежду си) е ФКПДК (Федерация на културно-просветните дружества на каракачаните). Нейната цел е да поддържа бита и културата на този етнос, като показва традициите и обичаите присъщи нему на останалите, чрез ежегодни представления и участия в различни културни събития. Грижи се също и за изграждане на музейни кътове в сградите на културните дружества и сформиране на танцови състави.

## Интеграция на каракачаните в България
Каракачанската общност е сред най-добре интегрираните в българското общество наред с арменската и еврейската.

## Галерия

### Каракачани от Гърция
- Катсандонис (1775 – 1809) – известен хайдутин от предреволюционния период в Гърция.
- Лепениотис – брат на Катсандонис, също хайдутин.
- Георгиос Суфлиас – член на гръцкия парламент (в периода 1974 – 1996, и 2000 – )
- Лукас Кацарос – префект на Лариса (избран в периода от 2002 г.).
- Николас Кацарос – член на гръцкия парламент (в периода 1981 – 2004). Автор е на книгата „Древногръцки корени на каракачанския диалект“.
- Йоанис Приндзос – префект на областта Магнизия, Гърция (избран в периода 2002 – 2006).

### Каракачани от България[23][24]
- Христина Чолакова – бивш областен управител на Сливен
- Димитър Балездров – председател на областната организация на СДС
- Яни Блецов – главен секретар на клуб „Отворено общество“
- Георги Дедов – бивш кмет на град Котел
- Никола Заров – известен художник

## Каракачаните в художествената литература
- Ангелова, Керана. Елада Пиньо и времето. 2003 (първо издание), Б., изд. ателие „АБ“'; 2009 (второ издание), Б., изд. „Знаци“; 2013 (трето издание), Б., изд. „Знаци“
- Божинов, Георги. Калуня-каля. 1988 (първо издание), С., „Български писател“; 2014 (второ издание), С., „Хермес“.
- Русков, Милен. Възвишение. 2011, „Жанет 45“
- Петров, Ивайло. Преди да се родя и след смъртта ми. Действието се развива през 20-те години на XX век (1920 – 1930), който е периодът между двете световни войни. За първи път е обнародвана през 1968 г. В типичен марксистки стил категориите на родния дом и семейно-родовата общност са подложени на съмнение.